# ルビー・ギルマン、ティーンエイジ・クラーケン
『ルビー・ギルマン』（原題: Ruby Gillman）は、2023年のアメリカ合衆国のコンピュータアニメーション・アクション・コメディ映画。ドリームワークス・アニメーション製作。
日本では劇場公開されず、iTunesなどで配信されている。
内気だが優しい15歳の少女ルビー・ギルマンが、オーシャンサイド高校に溶け込もうと必死になる姿を描く。しかし、母親の言いつけを破り海に入った彼女は、後に自分が何世代にもわたって邪悪な人魚から陸と海を守ってきたクラーケンの子孫であること、そして司令官である祖母、7つの海の戦士女王から王位を受け継ぐ運命にあることを知る。

## ストーリー
16歳の少女、ルビー・ギルマンは、自分が伝説の海のクラーケンの仲間であることを知るも、彼女はオーシャンサイド高校に必死に溶け込もうとする。ルビーは、母が彼女にビーチに行くことを禁じると、ますますうまく社会に適応するのに苦労する。母親に反抗したあと、彼女は自分が戦士のクラーケンの女王の子孫であり、祖母である七つの海の戦士の女王として王位に就くことを知る。 ルビーは、自分自身を受け入れ、オーシャンサイド高校に入学した人魚から人間になったチェルシーと戦う。

## キャスト
※括弧内は日本語吹替。
- ルビー・ギルマン: ラナ・コンドル（大平あひる）  - 主人公であるオーシャンサイド高校に入学したばかりの15歳のクラーケンの少女[6]。本作のプロデューサーであるケリー・クーニーは、彼女を「本当に普通のティーンエイジャー」と評している[7]。
- アガサ・ギルマン: トニ・コレット（小林さやか）[8] - 過保護なルビーの母親。不動産屋を営んでいる[6]。
- チェルシー・ファン・デル・ジー: アニー・マーフィー（英語版）（浅野真澄） - オーシャンサイド高校の人気者の転入生。本作のドリームワークス・ヴィランズ。正体はギルマン一家に恨みを持つ人魚。[8]。
- アーサー・ギルマン: コールマン・ドミンゴ（白熊寛嗣）[8] - ルビーの父親[6]。
- グランママ: ジェーン・フォンダ（福島桂子）[8] - ルビーの母方の祖母で、7つの海の戦士女王[6]。
- ブリル: サム・リチャードソン（英語版）（畠中祐）[8] - ルビーの母方の叔父[6]。
- ゴードン・ライトハウス船長: ウィル・フォーテ（辻親八） - オーシャンサイドでツアーガイドとして働く老船員[6]。
- コナー: ジャブーキー・ヤング＝ホワイト（英語版）（綿貫竜之介） - ルビーの憧れのスケーターボーイ[6]。
- マーゴット: ライザ・コシ（木村涼香）[8] - ドラマチックな少女でルビーの親友[6]。
- サム・ギルマン: ブルー・チャップマン（織田碧葉） - 小学2年生のルビーの弟[6]。
- トレヴィン: エドゥアルド・フランコ（英語版）（バトリ勝悟） - ルビーの友人のゲーマー[6]。
- ブリス: ラモナ・ヤン（英語版）（清水理沙） - ルビーの友人のゴスガール[6]。

さらに、エコー・ケラム（室元気）とニコール・バイヤー（漆山ゆうき）がそれぞれダグとジャニスの声を担当。YouTuberのプレストン（観世智顕）とブリ・アルセメントは、それぞれ住宅購入者と観光客の声を担当した。映画コメンテーターのジュジュ・グリーンは体育教師の声を、サウンドデザイナーのランディ・トムが紙吹雪の大砲の声を、アティカス・シャインドリンはトファーの声を、スザンヌ・ビュルギーはキャロルの声を担当した。
生徒たちの声は、シドニー・ベル、リカルド・ウルタド、カリル・イシュメール、メルク・グエン、カレブ・ピアス、ティファニー・ウーが担当した。

## 製作
2021年6月、TheGWWは、『Meet the Gillmans』というタイトルの映画がドリームワークス・アニメーションで製作中で、キャスティングが行われ、2022年に公開予定であると報じた。元『スポンジ・ボブ』のショーランナー、ポール・ティビットが監督として発表され、パム・ブラディが脚本を担当することが決まった。ラナ・コンドル、ローラ・ダーン、マイケル・シーンがそれぞれルビー役、母親役、父親役に抜擢され、アニー・マーフィーがクラリカ役に決まった。クリス・クーザーとクリスティ・ソーパーが製作総指揮を務めることが決まった。また、製作は2022年に開始される予定だった。
2023年3月14日、ユニバーサル・ピクチャーズ・アイルランドのウェブサイトを通じてキャストとスタッフが発表された。コンドルとマーフィー役が決定したほか、トニ・コレット、サム・リチャードソン、ライザ・コシ、ウィル・フォーテ、コールマン・ドミンゴ、ジャブーキー・ヤング＝ホワイト、ブルー・チャップマン、エドゥアルド・フランコ、ラモナ・ヤン、エコー・ケラム、ニコール・バイヤー、ジェーン・フォンダらが新たに声を担当し、カーク・デミッコ（ティビットの後任）、ファリン・パール、ケリー・クーニー・シレラがそれぞれ監督、共同監督、プロデューサーを務めることが明らかになった。また、ドリームワークス・アニメーションは、正式タイトルを『Ruby Gillman, Teenage Kraken』と発表した。キャスト、スタッフ、正式タイトルは、その2日後に公に発表された。2023年5月の第2弾予告編の公開後、長年のドリームワークス監督であるマイク・ミッチェルが製作総指揮を務めたことが明らかになった。
アニメーション・マガジンによると、シレラは、本作は数年前から製作されていたと述べた。最初にドリームワークスに持ち込まれたのは、陸地に移され、人目につかないところに隠れている海の怪物一家の話だった。彼女は「私たちのヒロインはとても愛すべきキャラクターで、観客が彼女に出会い、私たちと同じように彼女に恋をしてくれることをとても楽しみにしている。なぜなら、彼女は風変わりで、少し自信がないけれど、心の広いキャラクターとして映画が始まるからだ。しかし、最終的には彼女の中でクラーケンが目覚め、それを隠すことはできなくなる。彼女は、自分の運命が普通の高校生以上のものであり、海を守る次の大きな存在になる運命にあることを知る。彼女の旅は、自己発見であり、長い間眠っていた彼女のその一面を受け入れることであり、彼女が完全に現実化したキャラクターとなることは、このような壮大なスケールで語る上で、とてもエキサイティングな物語だった」と語った。デミッコは、ジョン・ヒューズの映画『小悪魔はなぜモテる?!』（2010年）、『レディ・バード』（2017年）、『ブックスマート 卒業前夜のパーティーデビュー』（2019年）をインスピレーション源として挙げたと述べた。ピエール＝オリヴィエ・ヴァンサンがプロダクション・デザイナーを務め、ルビーのインスピレーションをタコの体から得て、車から水中世界まで映画のすべてのデザイン言語に曲線美をもたらした。
本作は、公開前に亡くなったクラウドアーティスト、ニック・レヴェンダスキーに捧げられた。

### 音楽
ステファニー・エコノムーは、2023年3月16日の最初の予告編公開までに、本作のスコアを担当することが決定していた。イギリスのシンガーソングライター、ミミ・ウェッブは、映画公開の1週間前の6月23日にシングルとしてリリースされたオリジナル曲「This Moment」を歌った。サウンドトラック・アルバムは劇場公開と同日の6月30日に発売され、エンドクレジットで流れるフレイヤ・ライディングスのオリジナル曲「Rise」も収録された。

## 封切り

### 劇場公開
本作は、2023年6月15日にアヌシー国際アニメーション映画祭でデビューし、6月30日にアメリカで劇場公開された。2023年6月19日、リーガル・シネマの「マンデー・ミステリー・ムービー」プロモーションの一環として、リーガル・シネマの各劇場でいち早く上映された。
2022年12月、ユニバーサル・ピクチャーズ・インターナショナル・イタリアのマッシモ・プロエッティ副支配人は、本作が2023年半ばに公開されることを明らかにした。2023年3月16日、最初の公式予告編の公開後、イルミネーションの『FLY!/フライ!』の当初の公開日を引き継ぎ、2023年6月30日に公開されることが明らかになった。

### ホームメディア
本作は、劇場公開から18日後の2023年7月18日にデジタルHDでリリースされた。DVDとBlu-rayは2023年9月26日に発売予定。
Netflixとの18ヶ月契約の一環として、本作は有料放送の最初の4ヶ月間はPeacockで配信され、次の10ヶ月間はNetflixに移り、残りの4ヶ月間はPeacockに戻る。

## 作品の評価

### 興行成績
2023年8月11日現在、本作はアメリカとカナダで1,570万ドル、その他の地域で2,600万ドル、全世界で4,180万ドルの興行収入を記録した。
アメリカとカナダでは、本作は『インディ・ジョーンズと運命のダイヤル』と同日公開され、公開週末には3,400館で400万ドルから800万ドルの興行収入を見込んでいた。木曜夜の試写での72万5,000ドルを含め、初日で230万ドルを記録した。550万ドルでデビューし、ドリームワークス・アニメーションのこれまでの長編映画の中で最低のオープニング週末興収となった。また、6位という記録は、2003年の『シンドバッド 7つの海の伝説』に並ぶ、スタジオ最低のオープニング週末3日間成績となった。『ザ・ラップ』、『/Film』、『バラエティ』など複数のメディアは、低調なオープニングの理由として、3ヶ月間の限定的なマーケティング、予告編、『スパイダーマン:アクロス・ザ・スパイダーバース』や『マイ・エレメント』との競合を挙げた。

### 映画批評家によるレビュー
レビュー収集サイト『Rotten Tomatoes』では、88人の批評家のレビューのうち66％が肯定的で、平均評価は5.8/10。同サイトのレビューとして、「本作を真のオリジナル作品として成立させるためには、より優れた長編アニメからの漂流物が多すぎるが、本質的な甘さと生き生きとしたスタイルは、十分に好感の持てるファミリー・エンターテインメントとなっている」と書かれた。加重平均を使用するMetacriticでは、27人の批評家による評価で100点満点中50点を付け、「賛否両論または平均的な評価」を示した。CinemaScoreによる観客の評価は、A+からFまでの平均で「A-」となった。
『バラエティ』のピーター・デブルージュ記者は、本作を「『サウスパーク』のベテラン、パム・ブラディは、ブライアン・C・ブラウン、エリオット・ディギセッピと共同で脚本を担当し、様々な面白いアイデアを持ち込み、デミッコはそれを見事に実行した。しかし、その下にはもっとシンプルで誠実な映画があり、それはまるで地下深くから光り輝く形のように観客を嘲笑っているようだ。もしあなたが、クラーケンが人間の大きさまで縮小し、あまり優秀でない人々はそれを見破れないほどおろかかもしれないという考えを信じるなら、高校のシーンは魅力的だ。ルビーは2次方程式が得意な大のオタクで、勉強仲間をプロムに誘う勇気がなかなか持てない（彼も彼女に対して同じように思っているのは明らかだ）。過保護なアガサが彼女を出席させるわけでもない」と評価した。